# 1848 en France
Chronologie de la France
- 1844
- 1845
- 1846
- 1847
- 1848
- 1849
- 1850
- 1851
- 1852

Cette page concerne l'année 1848 du calendrier grégorien.

## Événements

### Janvier
- 2 janvier-6 mars : le cours de Michelet au Collège de France est suspendu. Une manifestation de soutien est organisée le 6 janvier. Le 3 février, une pétition est portée à la Chambre des députés lors d'une manifestation qui regroupe près de 3 000 étudiants[1].
- 13 janvier : discours de Victor Hugo à la Chambre des pairs « sur le pape Pie IX » en faveur des patriotes italiens[2].
- 14 janvier : le dernier banquet, prévu dans le XIIe arrondissement à Paris, est interdit par Guizot[3].
- 15 janvier : article de Morny dans la Revue des deux Mondes ; « Le communisme mine sourdement la base des sociétés et des gouvernements »[4].
- 27 janvier : dans un discours prophétique à la Chambre des députés en faveur de la réforme du système électoral, Tocqueville dénonce l'altération des mœurs publiques ; il s'inquiète aussi de voir se lever le « vent des révolutions »[3] : « Les mœurs publiques se dégradent […], la dégradation des mœurs publiques vous amènera dans un temps court, prochain peut-être, à des révolutions nouvelles. […] Pour Dieu ! changez l'esprit du gouvernement, car cet esprit-là vous conduit à l'abîme! »[5]
- 28 janvier : « la Seine est prise », témoigne Hugo, « on patine sous le pont des Arts »[6].
- 29 janvier : Lamartine prononce un discours antigouvernemental sur l'affaire d'Italie à la tribune de la Chambre des députés[7].

### Février
- 12 février : un amendement déposé par le député conservateur Sallandrouze, qui demandait sur un ton mesuré que le gouvernement prenne l'initiative de « réformes sages et modérées », est rejeté sous l'impulsion de Guizot par 222 voix contre 189. Le vote de l'adresse par 241 voix contre 3 réaffirme la politique conservatrice de Guizot[8].
- 14 février : Girardin renonce à son mandat de député[9].
- 21 février : les organisateurs du banquet interdit le 14 janvier l'avaient prévu pour le 22. Ils souhaitaient l'appuyer par une manifestation préalable. Devant la double interdiction gouvernementale, ils s'inclinent[3].
- 22 février - 24 février : révolution à Paris. Ces trois journées révolutionnaires renversent la monarchie de Juillet, Louis-Philippe abdique[3].
- 22 février : les manifestants (étudiants du Quartier latin et ouvriers des faubourgs) se rassemblent, à l’appel des sociétés secrètes et avancent vers la place de la Concorde. La troupe les repousse, mais l’ébullition demeure[3]. Guizot veut faire appel à la garde nationale pour disperser les manifestants. En fin d'après-midi, des incidents dans le quartier de la Madeleine font un premier mort[10]. La garde pactise avec les manifestants qui exigent à la fois la réforme et la démission de Guizot, que Louis-Philippe accepte dans l’après-midi du 23.

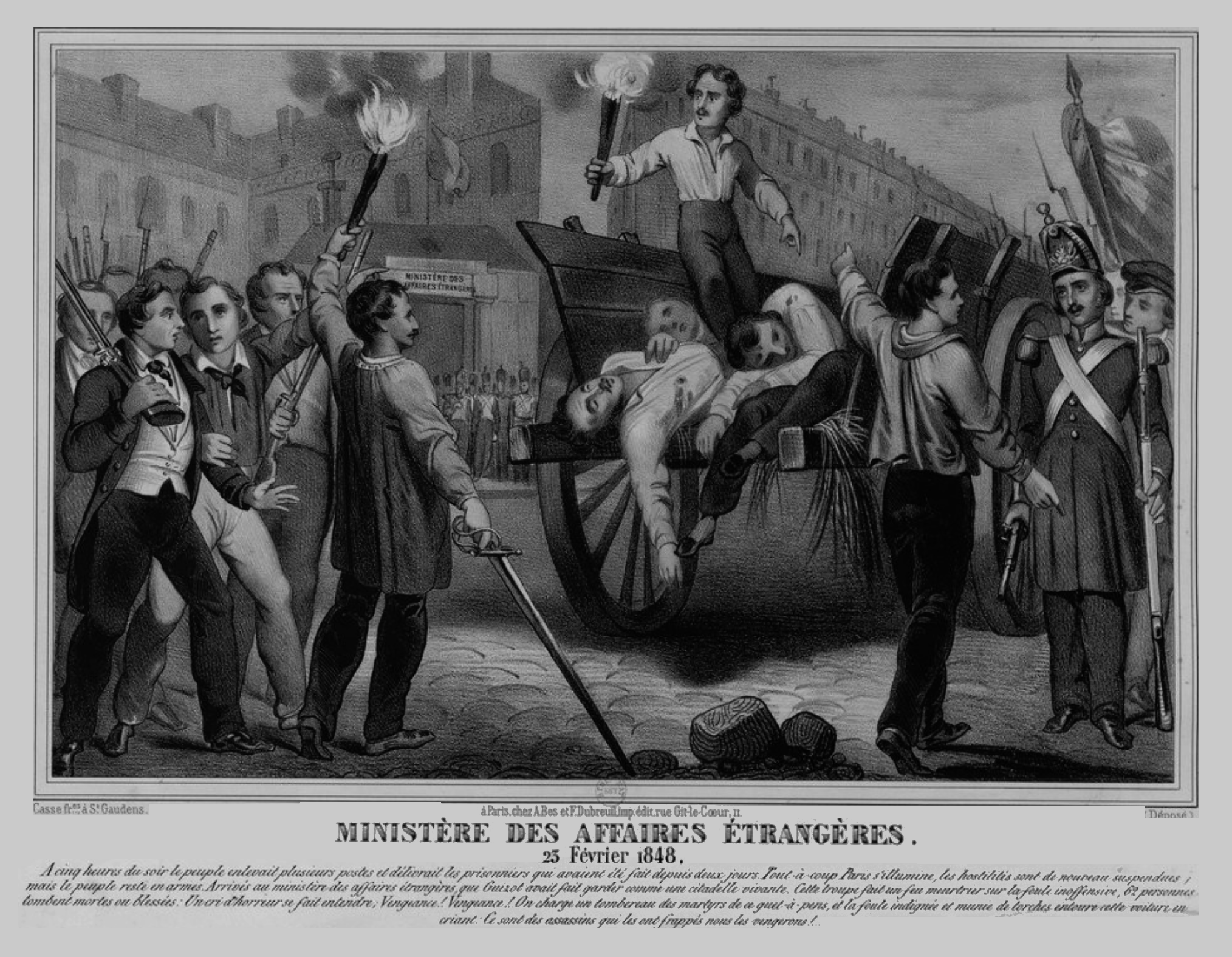
Les révolutionnaires devant le Ministère des Affaires étrangères, 23 février 1848. Estampe de 1848.

- 23 février : les affrontements se multiplient entre la foule et les gardes nationaux. La plupart des bataillons fraternisent avec la foule et dans l'après-midi reprennent à leur compte l'appel à la « réforme »[3]. La démission de Guizot, approuvée par le roi, est annoncée au Palais-Bourbon. Molé est chargé de former un nouveau cabinet, en vain. Dans la soirée, pour fêter cette victoire, les Parisiens sortent les lampions et vont manifester leur joie sous les fenêtres du ministère des Affaires étrangères qu’occupe Guizot ; une fusillade fait 52 victimes boulevard des Capucines ; les corps sont promenés à travers les rues de Paris ; les quartiers de l'Est et du centre se couvrent de barricades[11].

- 24 février :

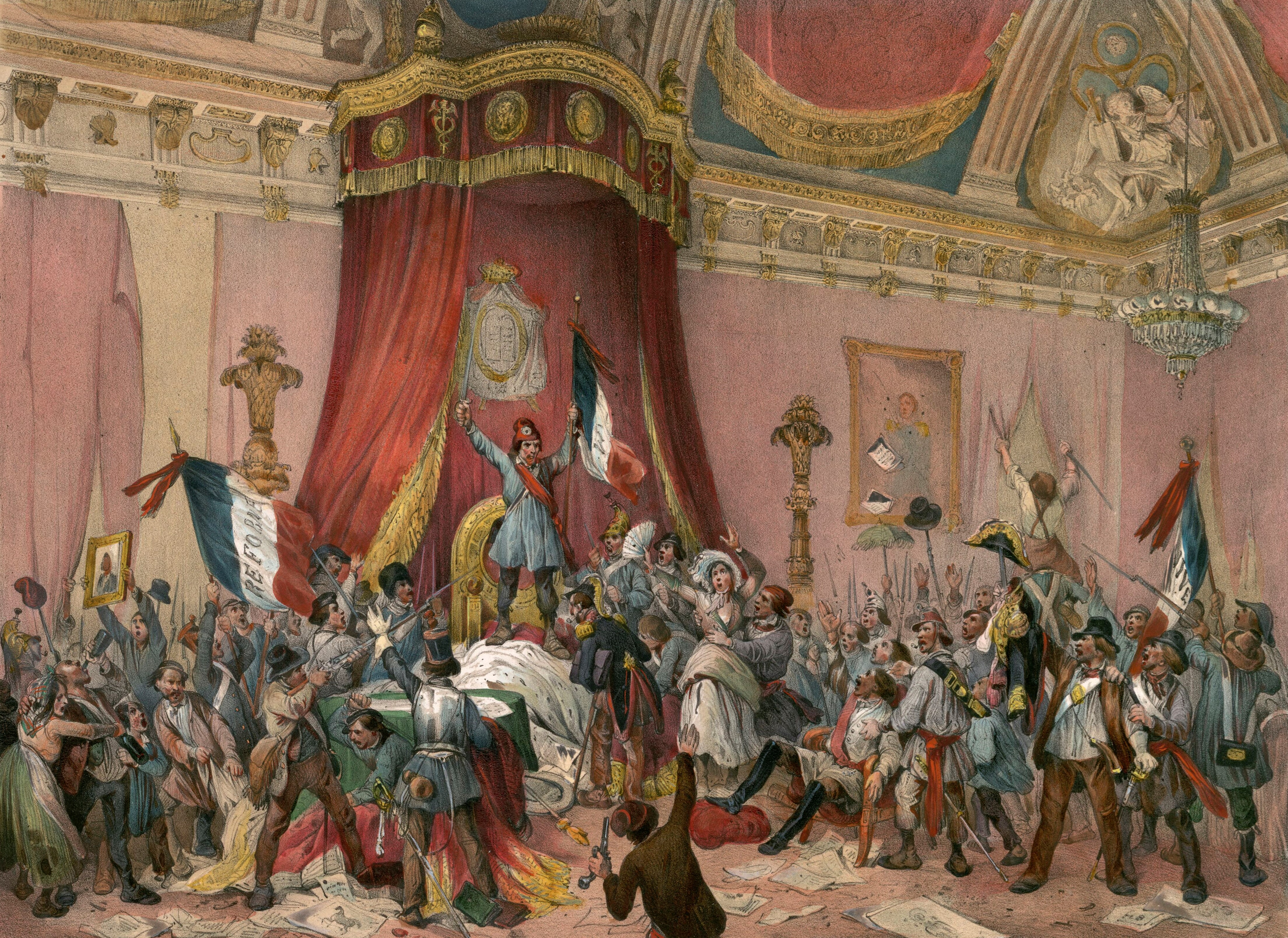
Le Peuple aux Tuileries, 24 février 1848

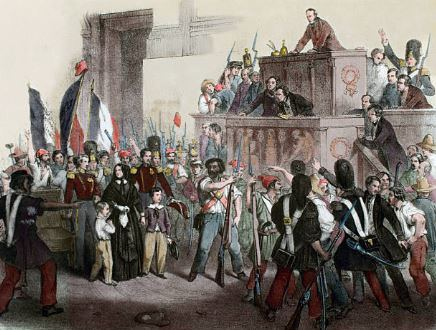
La duchesse d’Orléans au palais Bourbon pour demander la régence.

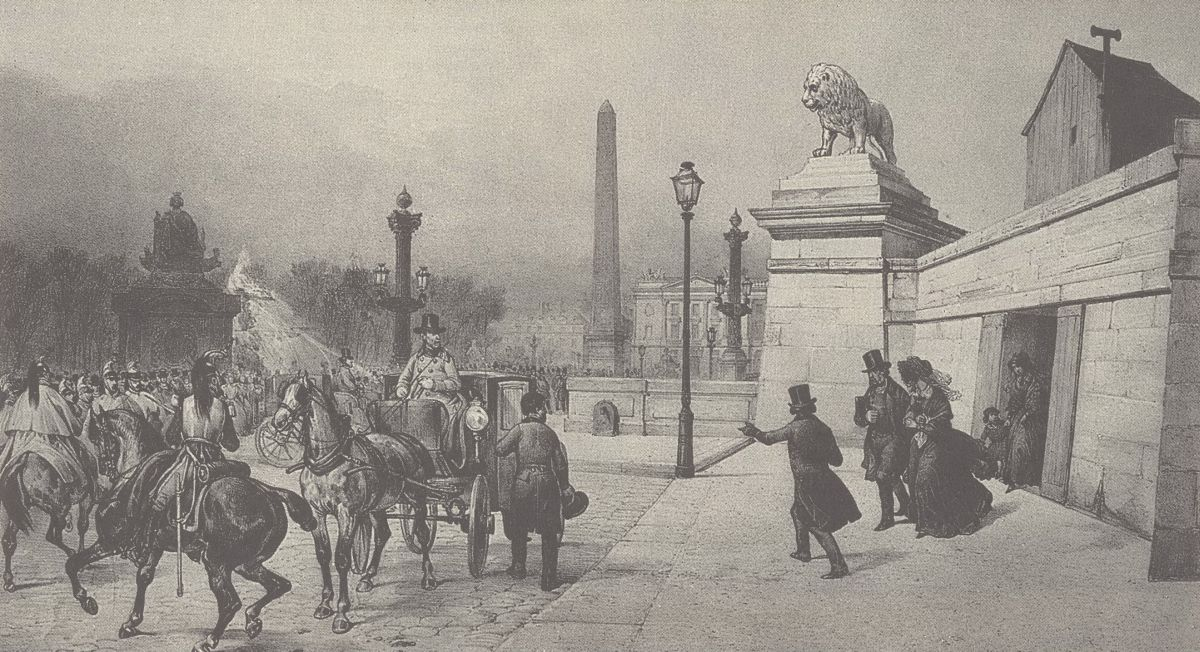
Fuite du roi Louis Philippe.

  - au matin, le roi nomme Bugeaud commandant général des troupes et de la garde nationale pour réprimer l'insurrection. Sous le conseil de Thiers, il est remplacé par Lamoricière et le feu est suspendu. Adolphe Thiers et Odilon Barrot, partisans de la réforme, sont appelés successivement pour constituer un gouvernement[11].
  - à midi, une déclaration du « Peuple souverain » est placardée dans les rues de Paris : « La nation se constitue dès à présent en république ; tous les citoyens doivent rester armés et défendre leurs barricades jusqu'à ce qu'ils aient acquis la jouissance de tous leurs droits comme citoyens et comme travailleurs ; tout citoyen majeur est garde national ; tout citoyen est électeur ; liberté absolue de la pensée et de la presse ; droit d'association politique et industrielle pour tous ; le gouvernement de l'avenir ne pouvant être que l'expression des vœux et des intérêts de tous, tous les Français doivent se grouper dans leurs communes respectives, en assemblées délibérantes, afin d'élire les nouveaux et vrais mandataires du pays ; jusqu'à ce que la nation ait prononcé formellement à ce sujet, toute tentative de restauration de pouvoirs anciens doit être considérée comme une usurpation, et le devoir de chaque citoyen est de s'y opposer par la force. »[12]. Le palais des Tuileries est attaqué par les insurgés. Louis-Philippe Ier abdique en faveur de son petit-fils de neuf ans, le comte de Paris. Lorsque la duchesse d’Orléans arrive au palais Bourbon pour demander la régence, elle y trouve des insurgés victorieux et des députés qui ont accepté, sous la pression, de former un gouvernement républicain provisoire. Louis-Philippe et la famille royale s'enfuient[11].
  - dans la soirée, le gouvernement provisoire s'installe à l'Hôtel de Ville dont les insurgés se sont emparés (Dupont de l'Eure, Lamartine, Crémieux, Ledru-Rollin, Louis Blanc, "Albert", Marie, Arago, Marrast, Flocon, Garnier-Pagès, Pyat). Une déclaration précise que ce gouvernement « veut la République »[13].

- 25 février :

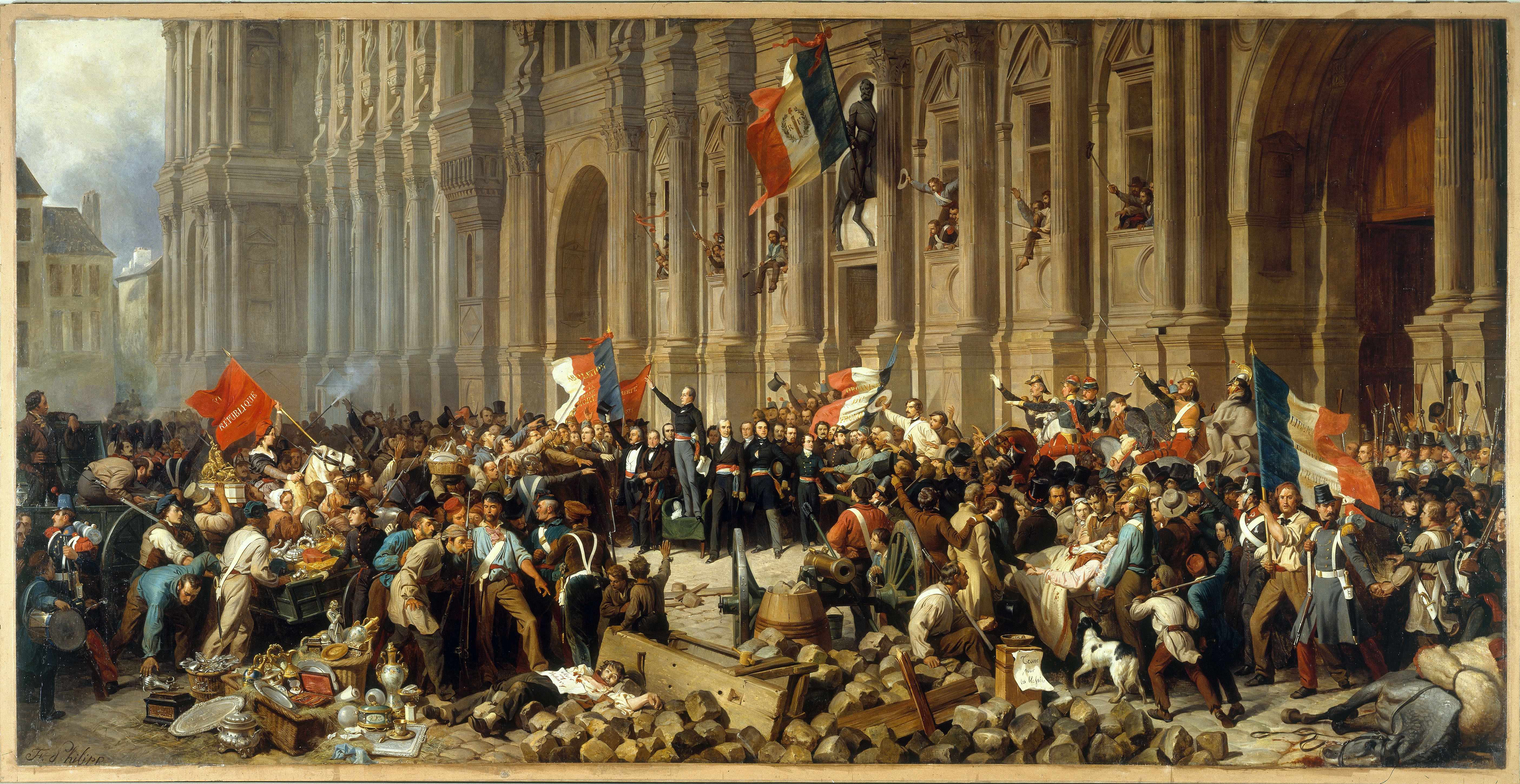
25 février : Lamartine devant l’Hôtel de ville de Paris refuse le drapeau rouge
Henri Felix Emmanuel Philippoteaux.

  - la deuxième République est proclamée place de l'Hôtel-de-Ville par Lamartine et Ledru-Rollin[3].
  - proclamation du droit au travail[3] ; sous l'influence des idées de Louis Blanc, le gouvernement provisoire s'engage par décret à « garantir l'existence de l'ouvrier par le travail »[14].
  - le drapeau tricolore est conservé grâce à un discours de Lamartine qui retourne l’opinion de la foule, rassemblée à l’Hôtel de Ville en faveur du drapeau rouge[3].
  - Auguste Blanqui, en résidence surveillée à Blois, se rend à Paris où il participe aux événements ; il rédige un texte en faveur du drapeau rouge[15].
- Nuit du 25 au 26 février : émeute à Rouen ; le pont de chemin de fer dit « pont aux Anglais » est incendié par les émeutiers[16].

- 26 février :

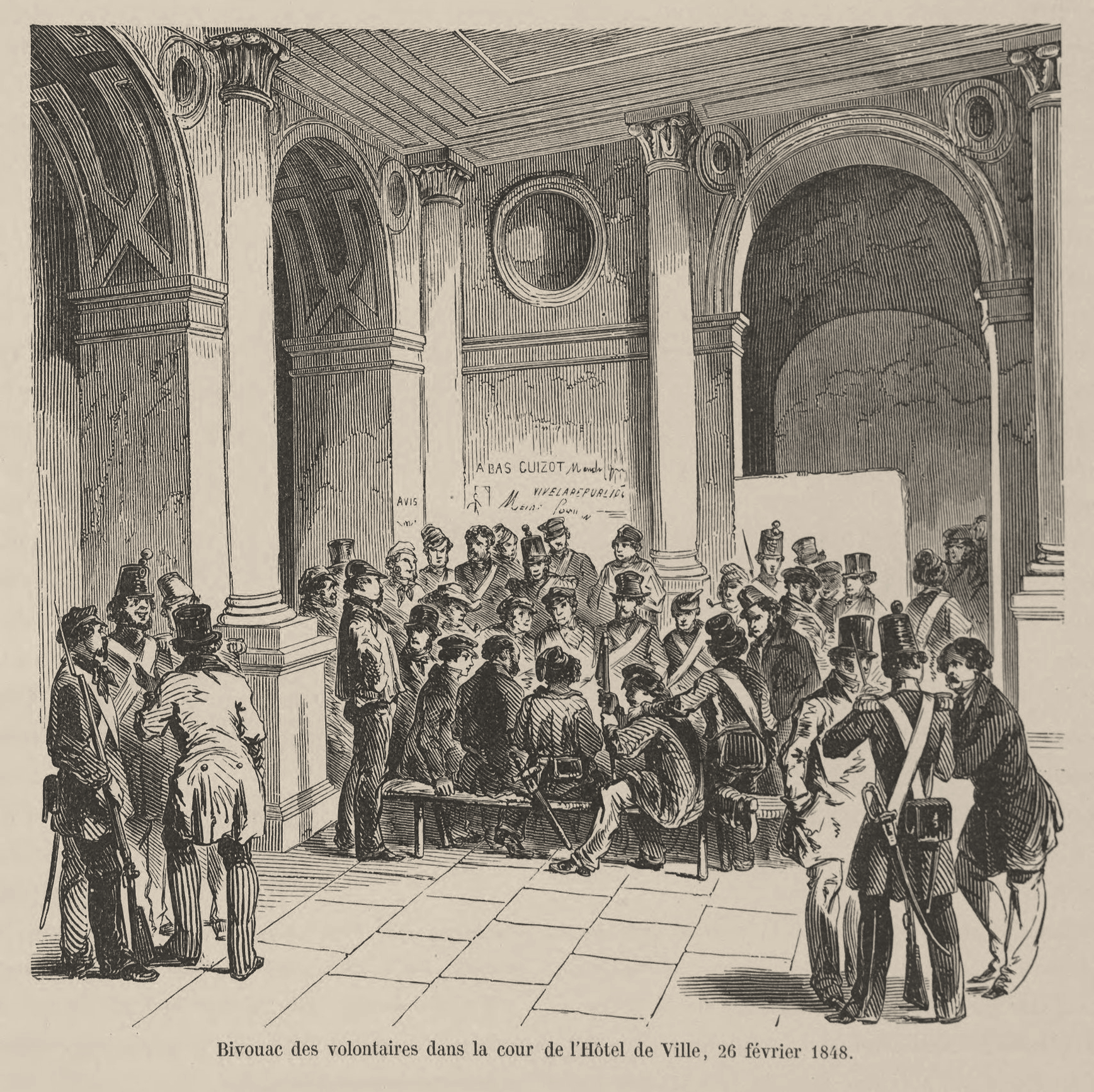
Bivouac des volontaires dans la cour de l'Hôtel de Ville, 26 février 1848.

  - manifestation place de l'Hôtel de Ville pour poser à nouveau la question du drapeau rouge ; le gouvernement provisoire concède une nouvelle proclamation spécifiant qu'une rosette rouge serait attachée à la hampe du drapeau tricolore[15].
  - le gouvernement provisoire crée une garde nationale mobile de 24 000 hommes, recrutés parmi les jeunes chômeurs parisiens[17].
  - pétition réclamant à la commission du Luxembourg la mise en place d'ateliers nationaux pour les femmes[18].
  - abolition de la peine de mort pour raisons politiques[3].

- 27 février :

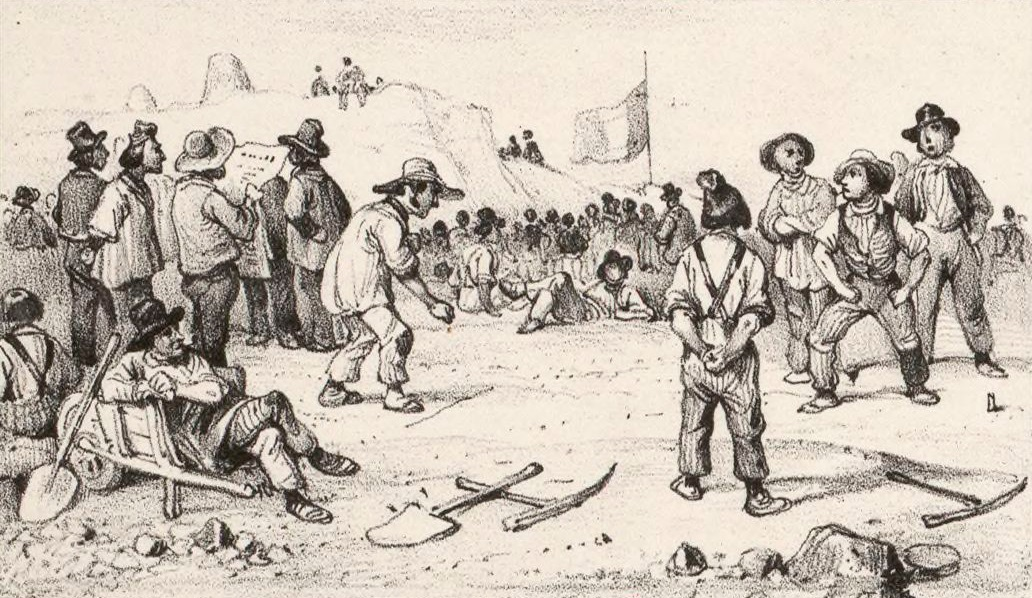
Les Ateliers nationaux vus par Victor Adam.

  - création des « Ateliers nationaux » destinés à résorber le chômage (40 000 ouvriers à la mi-avril). Dans les jours qui suivent, la peine de mort en matière politique est abolie, les délits de presse amnistiés, les titres de noblesse abolis, les biens de la famille royale confisqués[3].
  - parmi les nombreux journaux créés : Le Salut public de Champfleury, Baudelaire et Toubin (il a deux numéros)[19].
  - Victor Hugo félicite Lamartine pour l'abolition de la peine de mort pour raison politique[20].
- 28 février :
  - création d'une « Commission du gouvernement pour les travailleurs », dite Commission du Luxembourg, composée de délégués ouvriers et présidée par Louis Blanc[21].
  - Louis Bonaparte quitte Londres et arrive à Paris. Il offre ses services au gouvernement provisoire qui le contraint à quitter la France[22].

### Mars
- 1er mars : abrogation du serment pour les fonctionnaires[23].

- 2 mars :

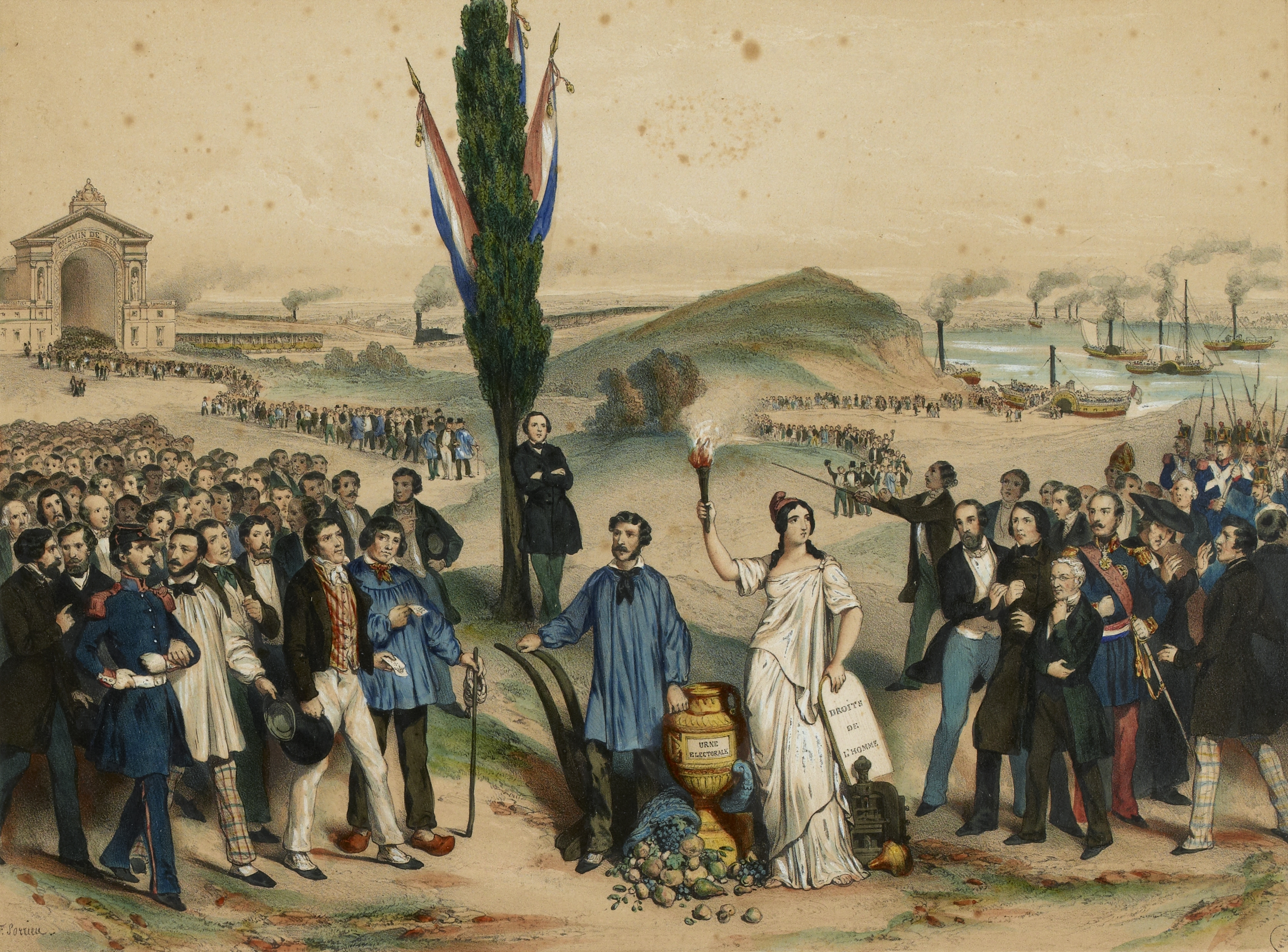
Le suffrage universel. Lithographie de Frédéric Sorrieu, dédiée à Ledru-Rollin, 1850.

  - la journée de travail est ramenée à dix heures à Paris et onze en province ; abolition du marchandage[17].
  - place des Vosges, Victor Hugo prononce un discours pour saluer la plantation d'un arbre de la liberté : « le premier arbre de la liberté a été planté, il y a dix-huit cents ans, par Dieu même sur le Golgotha ; le premier arbre de la liberté, c'est cette croix sur laquelle Jésus-Christ s'est offert en sacrifice pour la liberté, l'égalité et la fraternité du genre humain. »[24]
  - proclamation du suffrage universel masculin[25].
- 3 mars :
  - Désirée Gay adresse une pétition au gouvernement provisoire pour réclamer du travail et des secours pour les femmes[18].
  - Karl Marx reçoit en même temps une expulsion hors de la Belgique et une invitation (par le gouvernement provisoire) à résider en France[26].
- 4 mars :
  - abandon de la taxe et du cautionnement pour la presse[3]
  - décret qui institue une commission chargée de préparer l'abolition de l'esclavage[27].
- 5 mars : une Assemblée constituante est convoquée par décret. Elle doit être élue le 9 avril au suffrage universel direct par tous les hommes domiciliés âgés de plus de 21 ans[27]. Le décret concède aux colonies françaises la représentation nationale[28].
- 7 mars :
  - l’arrêté révoquant Prosper de Barante de sa fonction d'ambassadeur à Pétersbourg est signé par Lamartine, alors ministre des Affaires étrangères du gouvernement provisoire[29].
  - création du comptoir d'escompte[3].
- 8 mars : ouverture de la garde nationale à tous les citoyens[17].
- 9 mars :
  - abolition de la prison pour dettes[30].
  - Armand Marrast remplace Garnier-Pagès à la mairie de Paris[31].
  - Création de l'École d'administration, éphémère ancêtre de l'ENA[32].
- 12 mars : abolition des châtiments corporels[3].
- Nuit du 13 au 14 mars : « cette nuit quatre hommes ont traversé le faubourg Saint-Antoine portant un drapeau noir avec cette inscription : guerre aux riches. Ils ont été arrêtés par une patrouille de garde mobile commandée par un jeune capitaine de dix-huit-ans appelé Baudoin. Le drapeau était fait avec un jupon de femme. »[33]
- 13 mars - 24 mars : l'écho de la révolution parisienne se répand en Europe ; une révolution éclate à Vienne (13 mars), les Berlinois s'insurgent (18 mars) et contraignent Frédéric-Guillaume à convoquer un Parlement pour la rédaction d'une constitution ; Venise se soulève aux cris de « l'Italie libre ! », les Milanais chassent les troupes autrichiennes. Le 24 mars, le Piémont entre en guerre contre l'Autriche[34].
- 14 mars : violentes manifestations ouvrières sur la grand-place de Lille ; la filature Yon est mise à sac et les ouvriers belges sont menacés[35].
- 15 mars :
  - cours forcé des billets de banque. Le gouvernement provisoire émet, pour faciliter la circulation monétaire, des coupures de 100 francs[36].
  - dissolution des compagnies d'élite de la Garde nationale[3].
- 16 mars :
  - décret qui prévoit la levée d'une contribution extraordinaire, dite des « 45 centimes ». Pour remplir les caisses, le gouvernement provisoire fait augmenter de 45 % tous les impôts directs ce qui provoque l'opposition du monde rural[37].
  - pétition de la « Société pour l'émancipation des femmes », présidée par Jenny d'Héricourt, qui réclame le suffrage et l'éligibilité pour les femmes, l'abrogation du code civil et le droit au divorce[38].
  - manifestation réactionnaire dite des « bonnets à poils » pour la conservation d'une garde nationale bourgeoise[39].
- 17 mars :
  - journée révolutionnaire à Paris ; la manifestation des « corporations » rassemble 200 000 ouvriers. Un Comité central des ouvriers du département de la Seine est créé[40].
  - à la demande d'une délégation conduite par le révolutionnaire Auguste Blanqui, le gouvernement provisoire accepte de reporter les élections, mais seulement jusqu'au 23 avril, jour de Pâques. Les socialistes craignaient de voir les notables conservateurs encadrer les populations paysannes et réclamaient un report significatif pour se donner le temps d'éduquer les masses[41].
  - Caussidière est nommé préfet de police de la Seine[42].
- 19 mars : début de l'affaire Libri ; un article du Moniteur dénonce les larcins du comte Libri, académicien et Secrétaire de la Commission des Manuscrits des bibliothèques de France, qui a pris la fuite en ayant dérobé des centaines de livres d'une valeur inestimable[43].
- 20 mars : premier numéro de La Voix des femmes d'Eugénie Niboyet[18].
- 22 mars : une délégation du « Comité des droits de la femme » est reçue à l'Hôtel de ville de Paris par Armand Marrast pour avoir des précisions sur le suffrage universel qui vient d'être institué ; le maire renvoie la question sur le droit de vote des femmes à l'assemblée nationale qui doit être élue en avril[18].
- 28 mars : décret facilitant la naturalisation des étrangers[44].
- 31 mars : publication du « document Taschereau » visant à discréditer Auguste Blanqui[41].

### Avril
- 10 avril : inauguration de la ligne de Montereau à Troyes par la compagnie du chemin de fer éponyme[45].
- 15 avril : l'impôt sur le sel est aboli par un décret, abrogé par la loi du 28 décembre 1848 avant même sa mise en application[46].
- 16 avril : échec de la journée révolutionnaire à Paris pour le report des élections[41].
- 17 avril : inauguration de la section de ligne de Neufchâtel à Boulogne-sur-Mer par la Compagnie du chemin de fer d'Amiens à Boulogne[47].
- 20 avril : « Fête de la Fraternité » à l'Arc de Triomphe de Paris pour célébrer l'instauration du suffrage universel[48].
- 23-24 avril : élections de l'Assemblée constituante au suffrage universel masculin[25]. Elles donnent la victoire aux républicains modérés « de la veille » (groupe du National) ; elles sont une défaite pour les candidats de la gauche républicaine ou socialiste, plus cinglante encore en ce qui concerne les chefs des clubs révolutionnaires (Blanqui, Cabet, Raspail). Lamartine est élu dans dix départements avec 259 800 voix et arrive en tête à Paris[49]. Avec 59 446 voix, Victor Hugo, qui n'était pas candidat n'est pas élu[50]. Tocqueville est élu dans la Manche avec 110 704 voix[18]. Député du centre-gauche sous la monarchie de Juillet, il appartient désormais au centre-droit, et siège avec les « républicains du lendemain ».
- 26 avril : plusieurs dizaines de morts dans une manifestation ouvrière à Rouen. La troupe tire sur les ouvriers[51].
- 27 avril : publication du décret de l'abolition de l'esclavage, signé par Victor Schœlcher[52].
- 29 avril : Changarnier est nommé gouverneur général de l'Algérie[53].

### Mai
- 1er mai : huit cents ouvriers français se rassemblent pour expulser les ouvriers belges à Halluin[54].

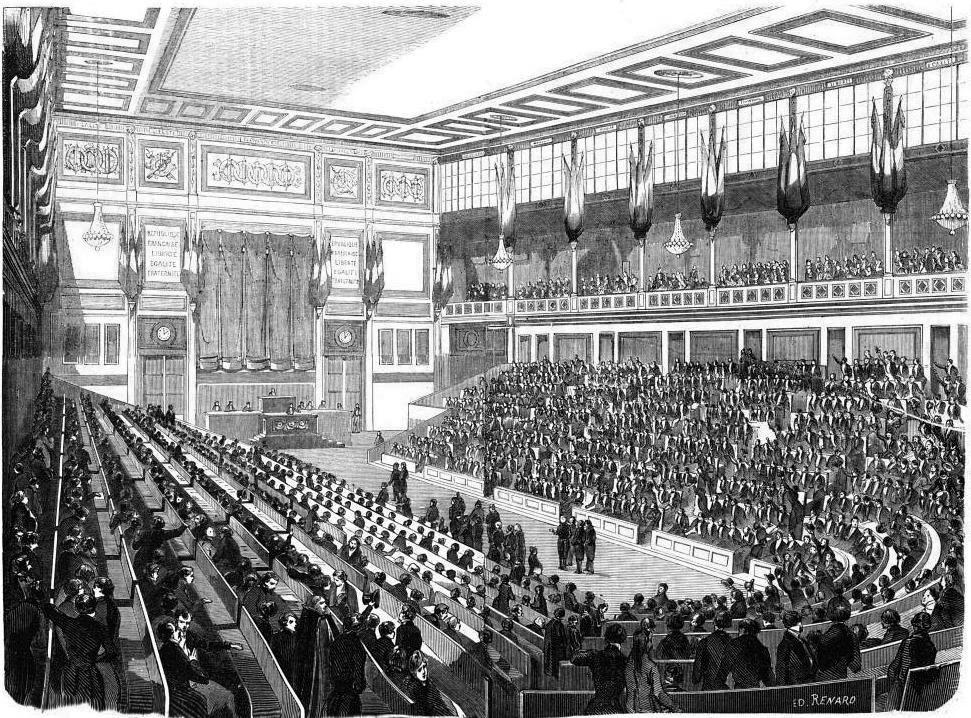
4 mai : Première séance de l'Assemblée Nationale.

- 4 mai : l’Assemblée constituante se réunit, la République est officiellement proclamée[55].
- 9 mai-10 mai : l'Assemblée Constituante élit la Commission exécutive (Arago, Garnier-Pagès, Marie, Lamartine, Ledru-Rollin) qui doit se substituer au gouvernement provisoire[56].
- 11 mai : nomination d'un ministère[56].

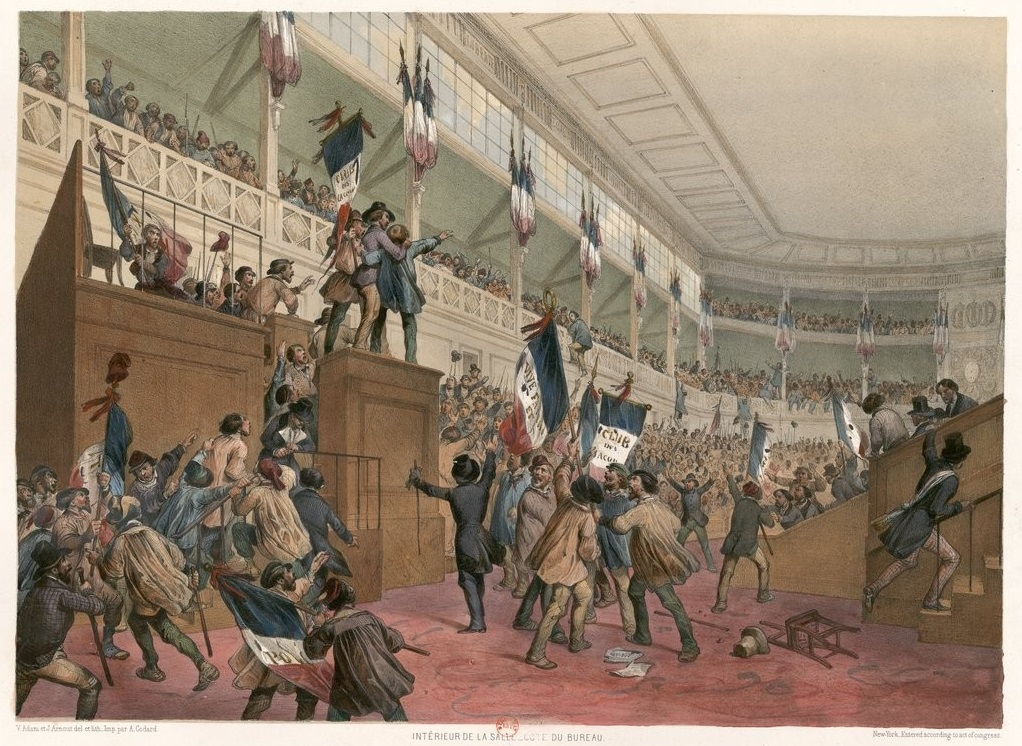
L'Assemblée nationale est envahie ! 15 mai 1848. Annales de la République française : 1848, Paris, Goupil Vibert & Cie.

- 15 mai : insurrection révolutionnaire contre l’Assemblée constituante au profit de la Pologne insurgée[25] (Barbès, Blanqui, "Albert", Raspail). Des dizaines de milliers de manifestants investissent le Palais Bourbon. L’intervention de la garde nationale qui chasse les occupants fait échouer la tentative. Le gouvernement en profite pour arrêter les chefs socialistes. Blanqui est en fuite. Barbès, Raspail, Albert, Sobrier, Flotte sont arrêtés. La droite triomphe. L'échec de cette journée révolutionnaire permet de préparer le démantèlement des Ateliers nationaux et la dissolution de la Commission du Luxembourg le 16 mai[57].
- 17 mai : Louis Eugène Cavaignac devient ministre de la Guerre[31].
- 17-18 mai : une commission constitutionnelle de dix-huit membres est élue par l'Assemblée (Cormenin, Marrast, Lamennais, Vivien, Dufaure et Tocqueville, Martin (de Strasbourg), Voirhaye, Coquerel, Corbon, Tourret, Gustave de Beaumont, Dupin aîné, Vaulabelle, Odilon Barrot, Pagès (de l'Ariége), Dornès et Considerant[58]. Elle va siéger du 19 mai au 17 juin (vingt-quatre séances).
- 21 mai : fête de la Concorde au Champ-de-Mars[59].

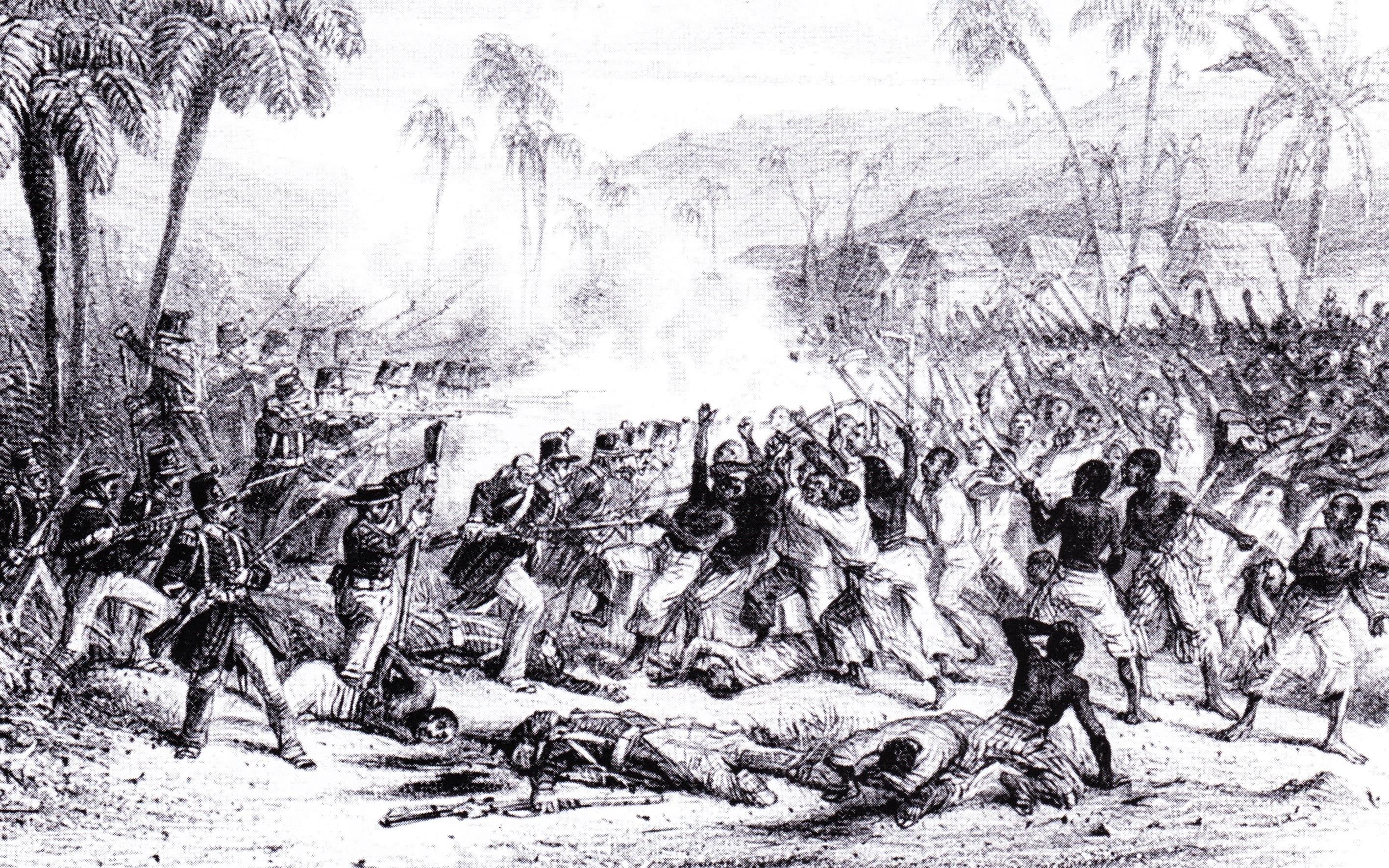
Révolte d'esclaves au Prêcheur le 22 mai 1848, entraînant l'application dès le lendemain de l'abolition de l'esclavage pour la colonie de Martinique.

- Révolte d'esclaves au Prêcheur le 22 mai 1848, entraînant l'application dès le lendemain de l'abolition de l'esclavage pour la colonie de Martinique.22 mai : insurrection à la Martinique qui contraint le gouverneur Rostolan à proclamer l'abolition de l'esclavage le lendemain[60].
- 25 mai : Alexis de Tocqueville intervient longuement à la commission constitutionnelle pour défendre le bicaméralisme[61].
- 26 mai :
  - Auguste Blanqui est arrêté et enfermé au donjon de Vincennes[62].
  - Victor Hugo rend publique sa déclaration électorale : Victor Hugo à ses concitoyens[63].
- 27 mai : loi sur les conseils de prud'hommes introduisant le paritarisme entre employeurs et salariés[64].
- 28 mai : Victor Hugo devient président de la « Société de Petit-Bourg », qui se donne pour tâche d'œuvrer en faveur des enfants pauvres, indigents, abandonnés ou orphelins[65].
- 29 mai : discours de Victor Hugo à la réunion des Cinq Associations d'art et d'industrie[66]. Celles-ci désignent Victor Hugo comme candidat soutenu par elles.

### Juin
- 2 juin : le député de Corse Pierre Marie Pietri propose à la Chambre d'abroger la loi d'exil pour Louis Bonaparte[67].
- 4 juin-5 juin : élections complémentaires à la Constituante, où entrent Thiers, le général Changarnier, Proudhon, Victor Hugo et Louis-Napoléon Bonaparte[68]. Le 13 juin, l'Assemblée, après débat, valide l'élection de Louis-Napoléon Bonaparte mais celui-ci démissionne le 16 juin[67].
- 15 juin : les révoltés d'Ajain, des paysans creusois révoltés contre l'impôt des 45 centimes marchent sur Guéret, préfecture du département de la Creuse. Seize d'entre eux sont tués et vingt-cinq sont blessés par la garde nationale de Guéret[69].
- 19 juin : le premier projet de Constitution de la commission est lu à l'Assemblée et transmis pour examen aux bureaux de celle-ci[70].
- 20 juin : à la Constituante, discours de Victor Hugo « contre les Ateliers nationaux »[71].
- 21 juin : le gouvernement décide de supprimer les Ateliers nationaux ; un décret de la Commission exécutive ordonne aux ouvriers de 17 à 25 ans de s'enrôler dans l'armée et aux autres de se tenir prêts à quitter la capitale, ce qui équivaut à dissoudre les Ateliers nationaux[51]. Le soir même, des rassemblements d'ouvriers se forment, un cortège se dirige vers la Bastille[72].

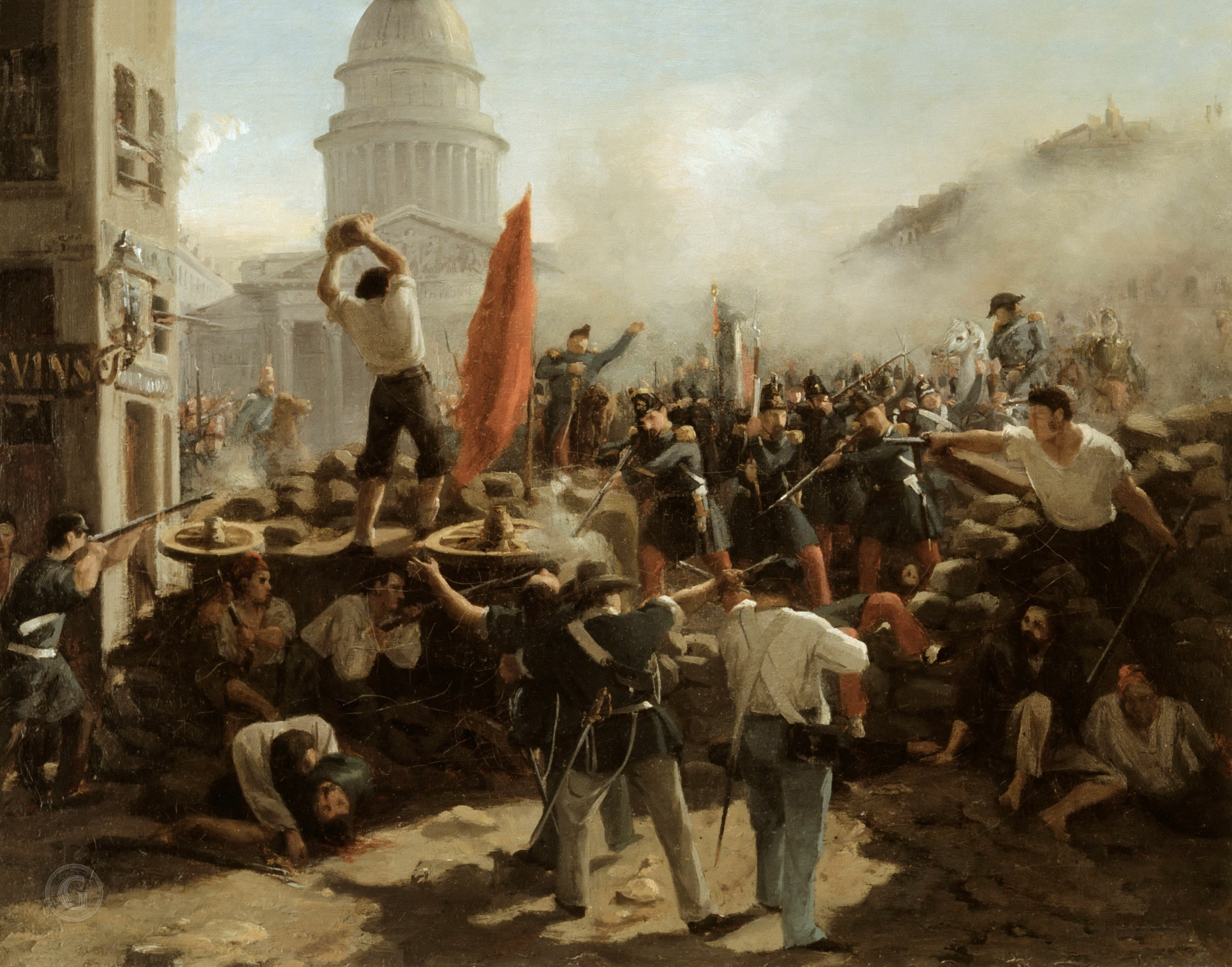
Barricade dans la rue Soufflot, à Paris, le 25 juin 1848 par Horace Vernet

- 23 juin - 26 juin : Journées de Juin, insurrection ouvrière à Paris réprimée par l'armée commandée par le général Cavaignac (environ 4 000 ouvriers tués, 11 700 arrestations)[25]. L'état de siège, décrété le 24 juin, n'est levé que le 19 octobre[74].

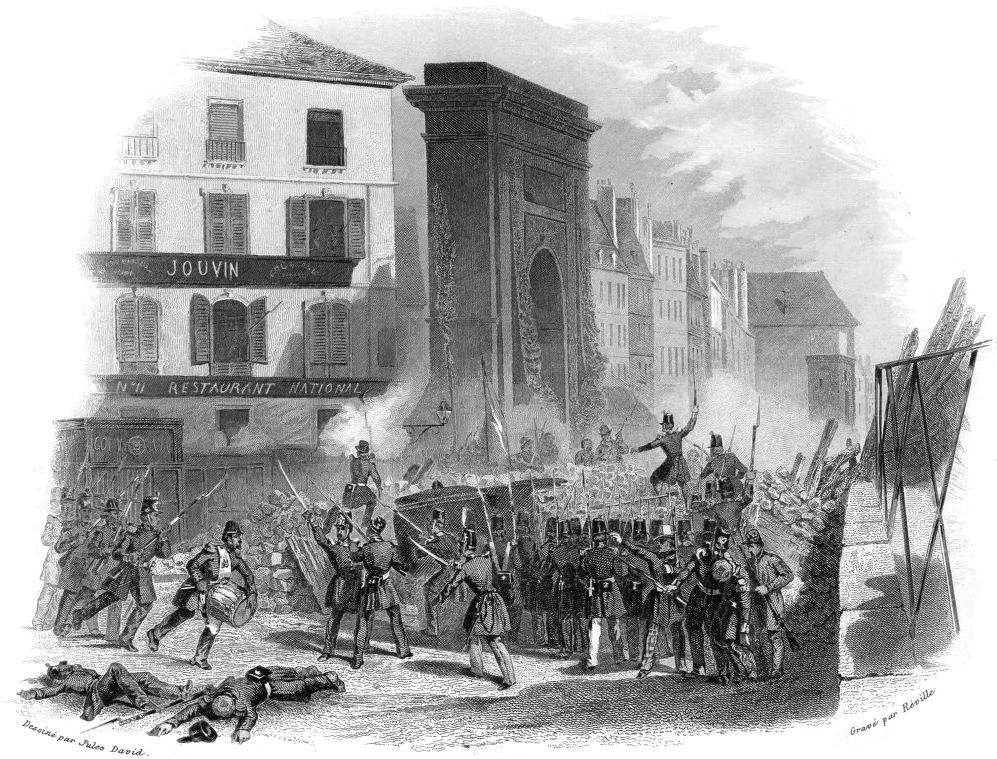
Barricade de la porte Saint-Denis (23 juin 1848).

- 23 juin : les quartiers Est de Paris se couvrent de barricades. À midi, début de l'insurrection; vers une heure première barricade à la Porte Saint-Denis. Dans l'après-midi et la nuit formation d'une sorte de forteresse fermée et criblée de barricades des rues Saint-Jacques, Saint-Denis, faubourg Saint-Denis et Poissonnière jusqu'au mur d'octroi[75]. Alexis de Tocqueville assiste aux combats de rue qui font de nombreux morts chez les insurgés comme chez les défenseurs de l'ordre établi.
- 24 juin :
  - l'Assemblée exige la démission de la Commission exécutive et confie les pouvoirs militaires au général Cavaignac, ministre de la Guerre[31]. L'état de siège est proclamé à Paris[76]
  - en dehors de combats sur place un peu partout, dans la matinée reprise du Panthéon[77].
  - Victor Hugo est l'un des soixante commissaires spécialement nommés par la Constituante pour rétablir l'ordre dans Paris. Il paie de sa personne en entraînant la garde mobile au feu. Les insurgés entrent pacifiquement dans sa maison place des Vosges. On dit à Hugo qu'elle a été incendiée[78].

- 25 juin :

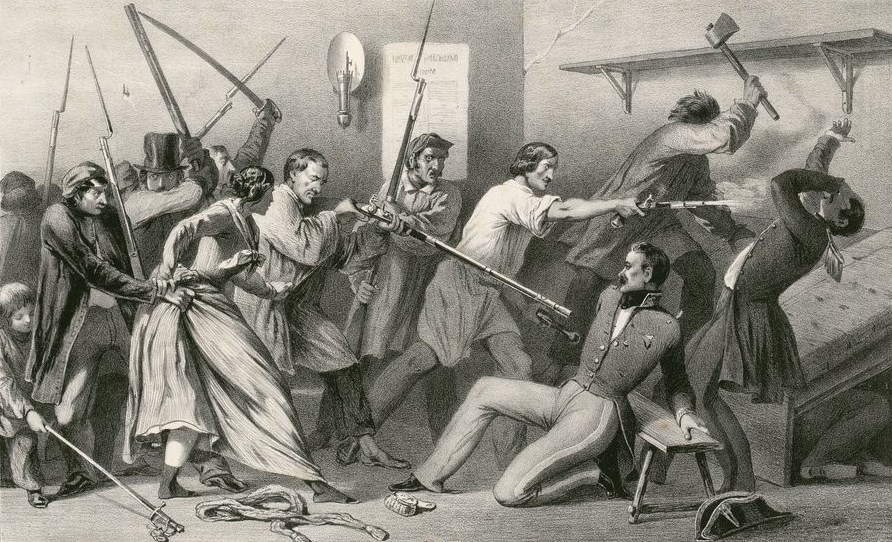
Mort du général Bréa. Lithographie de 1848.

  - suite de la répression. Aux premières heures, début de l'attaque générale par Lamoricière au nord, Bedeau au centre, reprise de tout le quartier de l'Hôtel de ville jusqu'à la Bastille et de tous les quartiers du nord. Seul, le faubourg Saint-Antoine résiste jusqu'au soir. Dans la nuit descente progressive des troupes de Lamoricière par les quartiers de l'est pour tourner le faubourg Saint-Antoine[75].
  - assassinat du général Bréa à la barrière de Fontainebleau, mort des généraux Duvivier et Négrier[79].

- 26 juin :

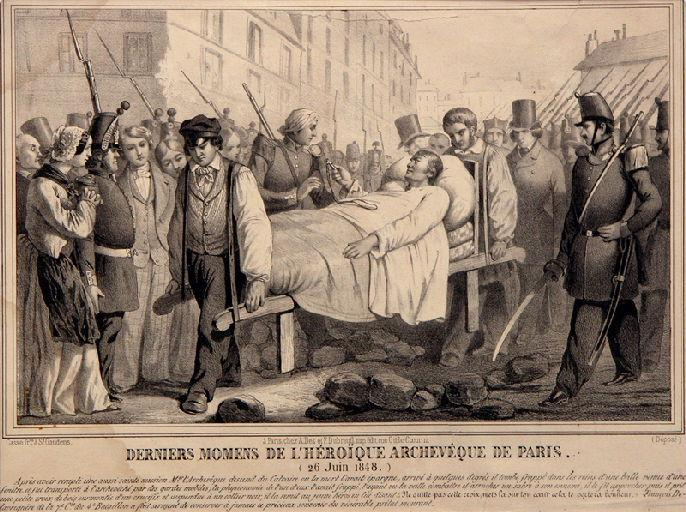
Derniers moments de l'archevêque de Paris (26 juin 1848).

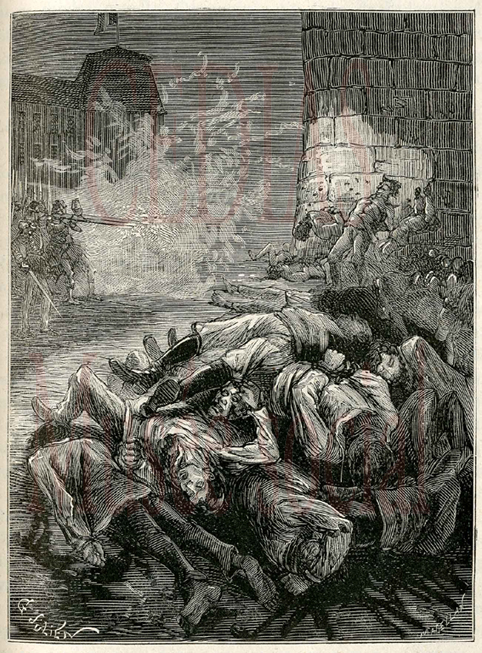
Massacres de juin.

  - à la fin de la nuit échec de pourparlers : à 11 heures capitulation des insurgés[75].
  - ultime résistance du faubourg Saint-Antoine. On exécute massivement les insurgés. On arrête et on déporte sans jugement. Cavaignac triomphe[80].
  - Denys Affre, archevêque de Paris, tente, face aux insurgés, de leur faire entendre raison. Il est touché d'une balle dans le dos à la Bastille (on dira : une balle perdue). Il meurt dans la nuit[81].

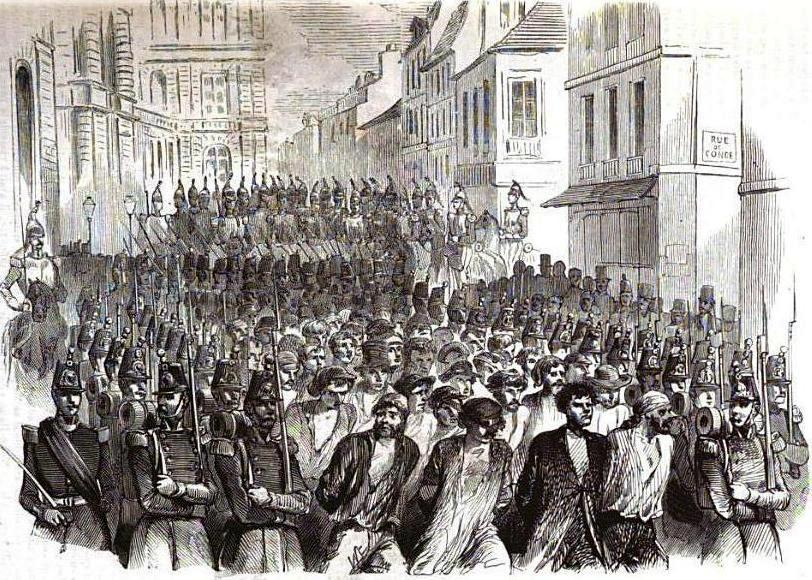
Prisonniers des journées de juin.

- 27 juin : décret sur la transportation des insurgés de juin 1848[80].
- 28 juin : la commission exécutive est remplacée par Louis Eugène Cavaignac, ministre de la guerre nommé président du Conseil après avoir écrasé l’émeute et dissous les ateliers. Il forme un ministère de tendance républicaine modérée[31].
- 29 juin : le ministère Cavaignac est remanié. Bedeau est nommé ministre des affaires étrangères, en remplacement de Bastide, nommé ministre de la marine[82].

### Juillet
- 3 juillet : décret ordonnant l'application du suffrage universel aux élections municipales, à l'exception de Paris et du département de la Seine[83].
- 4 juillet : mort de Chateaubriand. Les obsèques ont lieu le 8 juillet à l'église des Missions étrangères de la rue du Bac[84]. Le 19 juillet, conformément à sa volonté, il est enterré à Saint-Malo, sur l'île du Grand Bé, face à la mer.
- 8 juillet : une Commission provisoire municipale et départementale de 36 membres est nommée par Cavaignac pour administrer la ville de Paris et le département de la Seine[83].
- 10 juillet : Marie-Dominique Sibour est nommé archevêque de Paris[85].
- 11 juillet : dernier numéro du journal de Lamennais Le Peuple constituant, à la suite du rétablissement du cautionnement de la presse[86].
- 17 juillet : à la Constituante, discours de Victor Hugo « sur les secours aux théâtres »[87].
- 19 juillet :
  - rétablissement du Préfet de la Seine avec la nomination de Trouvé-Chauvel[83].
  - Armand Marrast est élu président de l'Assemblée[88].
- 28 juillet : un décret réglemente la création et le fonctionnement des clubs - toute motion de leur part portant atteinte à l'ordre public est passible de sanctions. Restriction des réunions publiques et des clubs[89].

### Août
- 1er août :
  - le premier numéro de l'Événement, journal inspiré par Victor Hugo, dirigé par ses fils, Charles et François-Victor Hugo et par Auguste Vacquerie et Paul Meurice, est mis en vente ; le 8 août Hugo publie dans L'Événement une lettre affirmant qu'il est « absolument étranger » à la rédaction du journal[90].
  - premier « train de plaisir » de Paris à Dieppe, début du tourisme ferroviaire et de l'exode bientôt traditionnel des habitants de la capitale au mois d'août[91].
- 7 août : Gustave de Beaumont est nommé ministre plénipotentiaire à Londres[92].
- 9 et 11 août : décrets restreignant la liberté de la presse. Une caution financière est imposée aux journaux[93].
- 13 août : à la Constituante, discours de Victor Hugo « Pour les secours aux transportés »[87]. Il entreprend avec vingt députés de toutes les nuances la formation d'un bureau destiné à venir en aide aux déportés du 24 juin[94] sous la présidence de l'évêque de Langres. Hugo en assure la vice-présidence.
- 21 août : suspension des journaux Le Représentant du peuple de Proudhon, Le Père Duchesne, Le Lampion, La Vraie République par le ministère Cavaignac[86].
- 24 août : adoption du timbre-poste[95].
- 25 août : par 493 voix contre 292, la Constituante autorise des poursuites contre Louis Blanc et Caussidière. Victor Hugo vote contre[96].
- 28-29 août : débat à la Constituante sur la publication des documents trouvés aux Tuileries dans les journées de février[97].
- 30 août : la commission constitutionnelle présente un nouveau projet, après avis des bureaux de l'Assemblée[58]. Le « droit au travail » disparaît de la nouvelle rédaction[98].

### Septembre
- 2 septembre :

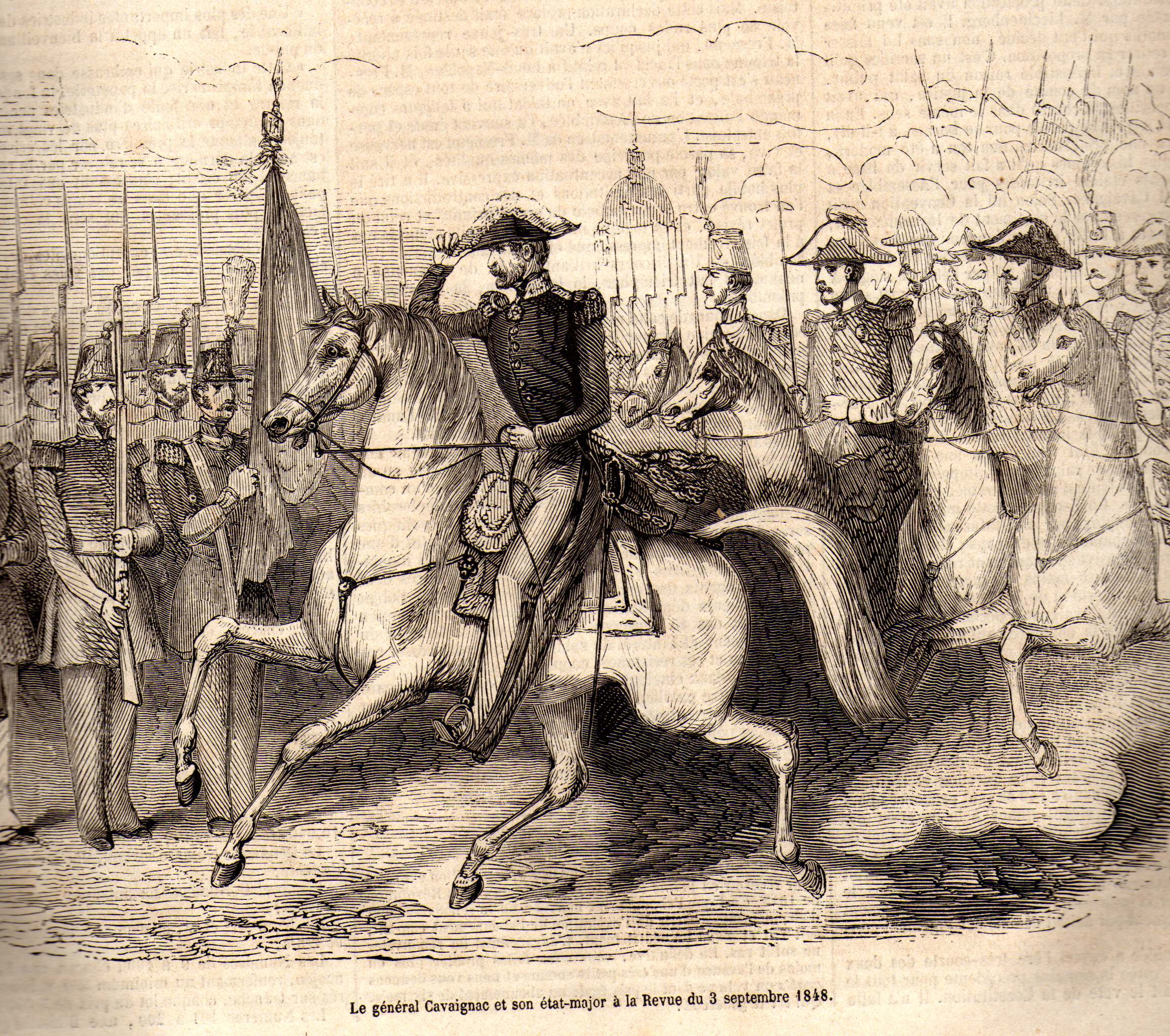
Le général Cavaignac et son état-major a la revue du 3 septembre 1848. L'Illustration.

  - Proudhon publie le premier numéro du journal Le Peuple ; faute de cautionnement, il est saisi le 3 septembre, mais reparaît sous le titre Le Peuple, journal de la république démocratique et sociale du 1er novembre au 13 juin 1849[99].
  - discours de Victor Hugo à la Constituante « sur la levée de l'état de siège »[90].
- 2 septembre - 23 octobre : rédaction de la constitution. L'Assemblée examine le projet de Constitution en première lecture. Le débat porte sur le préambule, l'élection du président par le corps législatif, le bicaméralisme[100].
- 7 septembre : Victor Hugo vote avec la gauche pour que figure une référence aux Droits de l'homme dans le préambule de la Constitution[2],[101].
- 9 septembre : le baron Charon est nommé gouverneur général de l'Algérie[102].
- 11 septembre :
  - Mathieu de la Drôme propose l'inscription du « droit au travail » dans le préambule de la Constitution. Son amendement est abandonné le 15 septembre au profit de celui de Glais-Bizoin, rédigée définitivement par Dufaure : « La société doit, par une assistance fraternelle, assurer l'existence des citoyens nécessiteux, soit en leur procurant du travail dans les limites de ses ressources, soit en donnant, à défaut de la famille, des secours à ceux qui sont hors d'état de travailler »[103].
  - intervention de Victor Hugo, à la Constituante, « sur la liberté de la presse »[90].
- 15 septembre :
  - à la Constituante, Victor Hugo défend un amendement en faveur de l'abolition la peine de mort, en vain[2].
  - premier numéro de la Revue provinciale sous la direction de Louis de Kergorlay et Arthur de Gobineau. Elle parait régulièrement chaque mois jusqu'en août 1849[104].
- 17 septembre : lors des élections législatives complémentaires, Louis-Napoléon Bonaparte est élu dans cinq départements (Seine, Yonne, Charente-Inférieure, Moselle, Corse)[105].
- 19 septembre : décret relatif aux colonies agricoles à fonder en Algérie ; il prévoit un crédit de 50 millions de francs pour envoyer 12 000 colons vers 42 colonies agricoles[106].
- 20 septembre : Victor Hugo, à la Constituante, intervient « sur la censure et le théâtre »[107].
- 25 septembre - 27 septembre : l'Assemblée débat sur le bicaméralisme. Alexis de Tocqueville, malade, ne peut prononcer le discours qu'il a préparé, dans lequel, suivant l'exemple américain, il défend le principe des deux chambres, qui permet selon lui un meilleur fonctionnement de la démocratie. C'est une Assemblée législative unique qui sera choisie, conformément à la tradition de 1789.
- 26 septembre : première apparition à l'Assemblée de Louis Bonaparte, de retour d'exil[108].
- 27 septembre : par 530 voix contre 289, l'Assemblée repousse le principe des deux Chambres et se prononce pour le monocamérisme[109].

### Octobre

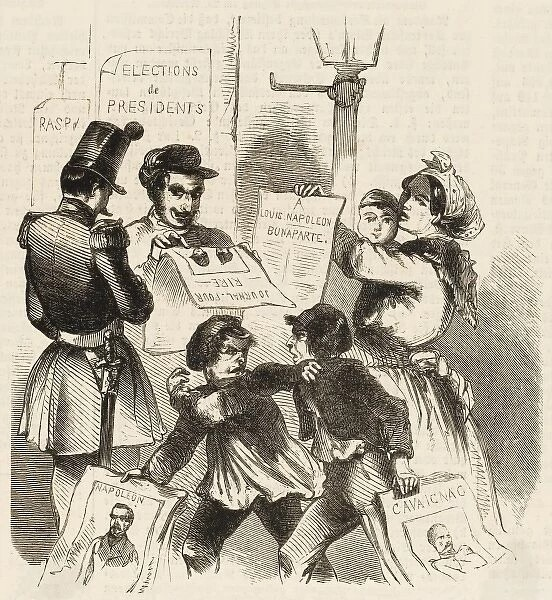
Campagne électorale : deux gamins se battent, un pour Napoléon, l'autre pour Cavaignac, publié dans lIllustrierte Zeitung, 1848

- 5-6 octobre : débat à l'assemblée constituante sur l'élection du président de la République. Félix Pyat parle de l'élection du président au suffrage universel comme d'un « sacre ». Tocqueville défend le principe d'un président de la République est élu au suffrage universel pour quatre ans, qui ne peut cependant être réélu avant quatre autres années. Le 6 octobre Lamartine prononce un discours en faveur du suffrage universel direct pour donner au peuple « son droit tout entier ». Les députés se prononcent sur l’élection directe par le peuple par 643 vois contre 148[110].
- 7 octobre : l'Assemblée nationale rejette à la majorité de 643 voix contre 158 voix, l'amendement Grévy, qui propose de donner le pouvoir exécutif au président du Conseil des ministres responsable devant l'Assemblée législative au détriment de l'institution du président de la République[111].
- 10 octobre : le choléra est signalé à Dunkerque[112],[113].
- 8 octobre : départ de Paris, quai de Bercy, du premier convoi de peuplement constitué de 843 personnes en partance pour l'Algérie[106] ; arrivée à Marseille le 21 octobre ; départ de Marseille le lendemain sur la corvette l'Albatros à destination d'Arzew, près d'Oran, où il arrive le 27 octobre ; principale colonie agricole Saint-Cloud. Dix-sept convois vont transporter 13 500 colons jusqu'en mars 1849.
- 11 octobre :
  - la loi du 10 avril 1832 condamnant les Bonaparte et certains soutiens des Cent-Jours à l'exil est abrogée[114].
  - discours de Victor Hugo à la Constituante « pour la liberté de la presse et contre l'état de siège »[90].
- 12 octobre : l'état de siège est levé[2].
- 13 octobre : Cavaignac remanie son gouvernement et fait entrer Jules Dufaure à l'Intérieur, Alexandre Vivien aux travaux publics et Pierre Freslon à l'Instruction publique[31]. Alexis de Tocqueville, qui briguait ce dernier poste, est déçu. En compensation, Cavaignac lui offre de représenter la France à la conférence de Bruxelles prévue pour organiser la paix entre l'Autriche et le Piémont. Tocqueville hésite puis accepte. Mais la conférence n'aura jamais lieu[115].

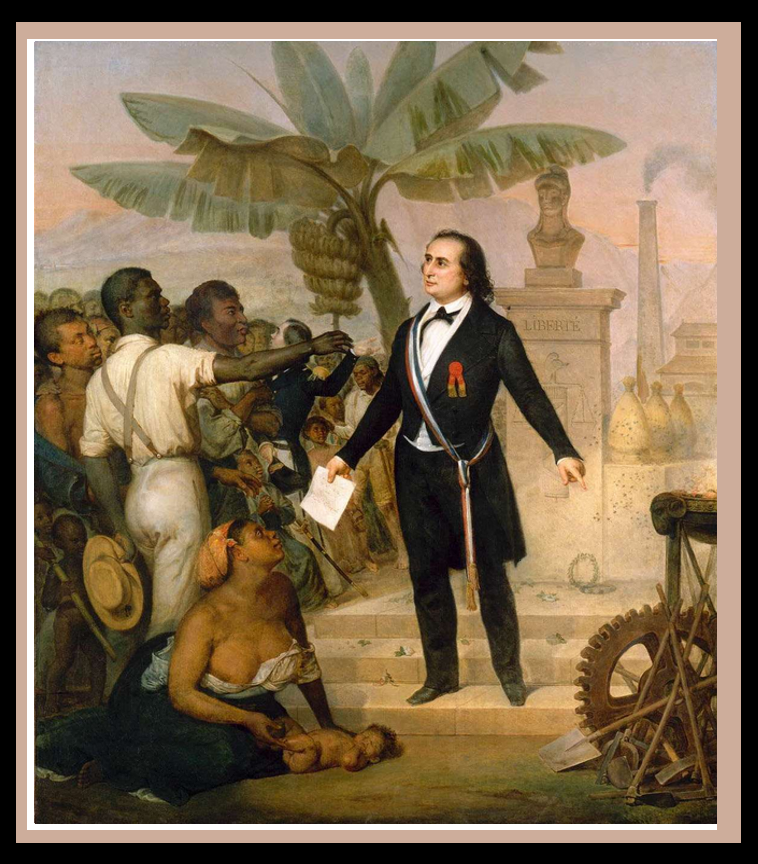
Alphonse Garreau - L'Émancipation à La Réunion ou publication du décret d'abolition de l'esclavage à La Réunion le 20 octobre.

- 20 octobre : le commissaire général Sarda Garriga promulgue le décret d'abolition de l'esclavage à la Réunion, exécutoire le 20 décembre[116].
- 21 octobre :
  - les Mémoires d'outre-tombe de Chateaubriand commencent à paraître en feuilleton dans La Presse (jusqu'au 8 février 1850)[117].
  - débat à l'assemblée constituante sur le remplacement militaire[118].
- 24 octobre : démission de Goudchaux, ministre des Finances du gouvernement Cavaignac. Il est remplacé par Trouvé-Chauvel[119].
- 25 octobre : date approximative de la visite de Louis Bonaparte à Victor Hugo pour lui demander son appui[120].
- 28 octobre :  l'Événement et La Presse prennent parti pour la candidature de Louis Bonaparte[120].

### Novembre
- 2 novembre - 4 novembre : le projet de Constitution, discuté en seconde lecture, est adopté par 739 voix contre 30, par une majorité de droite[58].
- 9 novembre : loi qui apporte un secours aux indigents invalides de la campagne (sur la proposition de Ceyras, député de Corrèze)[121].
- 10 novembre : à la Constituante, discours de Victor Hugo « sur la question des encouragements aux lettres et aux arts »[122].
- 12 novembre : promulgation place de la Concorde de la nouvelle constitution de la Deuxième République[25]. L’État doit fournir du travail ou une assistance aux citoyens nécessiteux. L’exécutif est représenté par un président élu pour quatre ans au suffrage universel, qui nomme et révoque les ministres. L’Assemblée unique, élue pour trois ans, vote les lois[123].
- 15 novembre : assassinat de Rossi, ancien ambassadeur de France à Rome, italien, ami de Guizot[124].
- 25 novembre : l'Assemblée persévere dans le décret du 28 juin qui déclare que le général Cavaignac a bien mérité de la patrie. Victor Hugo vote contre[125].
- 30 novembre : départ de Paris, quai Saint-Bernard, du quinzième convoi de peuplement constitué de 865 personnes (dont 40 enfants de moins de 2 ans) en partance pour l'Algérie[126] ; arrivée à Marseille le 16 décembre ; départ de Marseille le 17 décembre sur la corvette Le Cacique à destination de Mostaganem où il arrive le 22 décembre ; colonies agricoles de Aboukir, Aïn Nouïssy, Tounin et son annexe Carouba.
- 27 novembre : Louis Bonaparte publie un manifeste électoral[127].

### Décembre

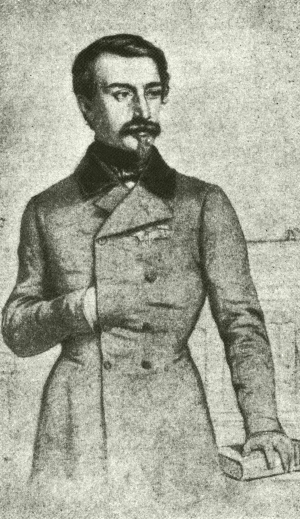
Louis Napoléon Bonaparte en 1848

- 9 décembre : un arrêté divise la zone civile d'Algérie en trois départements (Alger, Oran et Constantine)[128].
- 10-11 décembre : élection de Louis Napoléon Bonaparte (parti de l’ordre) comme président de la République avec plus de 5,4 millions de voix[25] ; Cavaignac ne recueille que 1,4 million de voix. Les scores du général Changarnier, de Ledru-Rollin et Lamartine sont négligeables (fin en 1852) :

| Candidat                 | Tendance                    | %       |
| ------------------------ | --------------------------- | ------- |

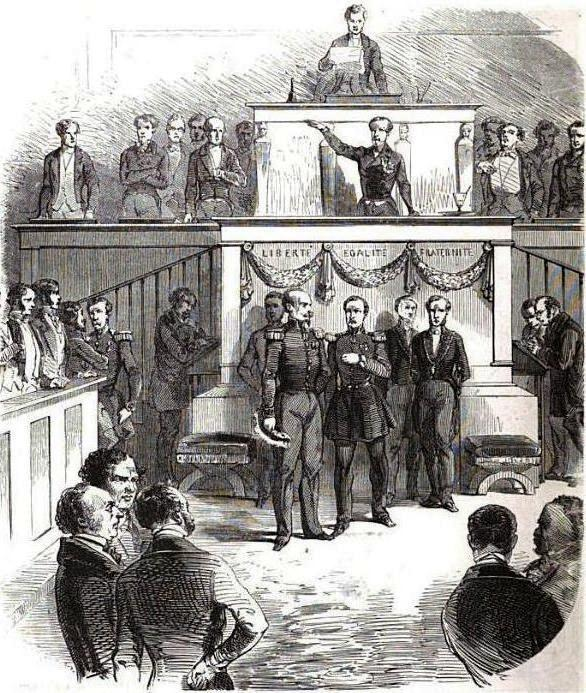
Le prince Louis-Napoléon, président de la République, prête serment (20 décembre 1848).

| Louis-Napoléon Bonaparte | Bonapartiste                | 74,44 % |
| Louis-Eugène Cavaignac   | Militaire, Conservateur     | 19,65 % |
| Alexandre Ledru-Rollin   | Républicain, Extrême gauche | 5,08 %  |
| François-Vincent Raspail | Républicain, Extrême gauche | 0,49 %  |
| Alphonse de Lamartine    | Républicain                 | 0,28 %  |
| Nicolas Changarnier      | Monarchiste                 | 0,07 %  |

- 20 décembre :
  - Louis-Napoléon Bonaparte est proclamé officiellement président de la République et prête serment devant l'Assemblée. Après avoir juré « de rester fidèle à la République démocratique, une et indivisible et de remplir tous les devoirs que [lui] impose la Constitution »[129], il forme un cabinet conservateur présidé par Odilon Barrot avec Alfred de Falloux à l'Instruction publique (fin en octobre 1849)[130]. Déjà commandant de la garde nationale de la Seine, Changarnier, malgré ou en raison de sa ferveur légitimiste, est nommé commandant de la division militaire de Paris et commandant de la garde nationale mobile[131].
  - abolition de l'esclavage à l'île de La Réunion[132].
  - inauguration de la section de ligne de Tours à Saumur par la Compagnie du chemin de fer de Tours à Nantes[133].
- 23 décembre : premier dîner organisé par Louis-Napoléon Bonaparte à l'Élysée. Victor Hugo est invité[134].
- 26 décembre : le ministère Odilon Barrot se présente devant l'Assemblée[135].